# Now (album de Ten Years After)
Pour les articles homonymes, voir Now.
Albums de Ten Years After
One Night Jammed
(2003) Roadworks
(2005)
Now est le dixième album studio du groupe de blues rock britannique Ten Years After, sorti le 13 juillet 2014.
C'est le premier sans le chanteur et guitariste Alvin Lee, remplacé par Joe Gooch.

## Titres
1. When It All Falls Down (Churchill, Gooch, Lee, Lyons) – 3:29
2. Hundred Miles High (Churchill, Gooch, Lee, Lyons) – 7:07
3. Time to Kill (Koller, Lyons) – 4:33
4. I'll Make It Easy for You (Churchill, Gooch, Lee, Lyons) – 5:34
5. The Voice Inside Your Head (Churchill, Gooch, Lee, Lyons) – 4:34
6. King of the Blues (Crooks, Lyons) – 3:36
7. Long Time Running (Gooch, Lyons, Pullin) – 6:15
8. Reasons Why (Gooch, Lyons, Pullin) – 4:42
9. Changes (Churchill, Gooch, Lee, Lyons) – 5:14

## Musiciens
- Joe Gooch : chant, guitare
- Chick Churchill : claviers
- Leo Lyons : basse
- Ric Lee : batterie